# Keep It to Yourself
Keep It To Yourself is het debuutalbum van MullMuzzler, een progressieve metalband van James LaBrie (voornamelijk bekend als zanger van Dream Theater). In feite is deze band en dit album een soloproject van LaBrie die van de platenmaatschappij geen album onder zijn eigen naam mocht uitbrengen en hiervoor in de plaats de bandnaam Mullmuzzler bedacht.

## Nummers
1. "His Voice" - 3:43 (Guillory/LaBrie)
2. "Statued" - 3:23 (Guillory/LaBrie)
3. "Shores of Avalon" - 7:51 (Allman/Cadden-James/LaBrie/Sloyer)
4. "Beelzebubba" - 5:20 (Gardner/LaBrie)
5. "Guardian Angel" - 7:27 (Cadden-James/LaBrie/Wehrkamp)
6. "Sacrifice" - 5:14 (Allman/Cadden-James/LaBrie/Sloyer)
7. "Lace" - 4:14 (Guillory/LaBrie)
8. "Slow Burn" - 6:20 (Allman/Cadden-James/LaBrie/Sloyer)
9. "As a Man Thinks" - 8:11 (Gardner/LaBrie)

## Productie
Het album is geproduceerd door James LaBrie. Terry Brown was engineer en deed de mix.

## Bezetting
- James LaBrie: Zang
- Mike Keneally: Gitaar
- David Townsend: Gitaar
- Matt Guillory: Keyboards, piano
- Trent Gardner: Trombone, keyboards (plus programmering van keyboards), gesproken stem
- Bryan Beller: Basgitaar
- Wayne Gardner: Hoorns
- Michael Stewart: Trompet, Altsaxofoon
- Greg Critchley: Drums, percussie
- Mike Mangini: Drums